# Самооборона Майдану
Самооборо́на Майда́ну — всеукраїнський понадпартійний громадський рух, добровільне громадське формування, що діє на основі самоорганізації, громадянської солідарності та координації діяльності структур різного рівня. До складу входять активісти Євромайдану, організовані у загони самооборони, які призначені для забезпечення безпеки учасників протестів, підтримання громадського порядку на території, контрольованій активістами, та інших заходів. Самооборона Майдану координує свої дії винятково зі Штабом національного спротиву.

## Історія

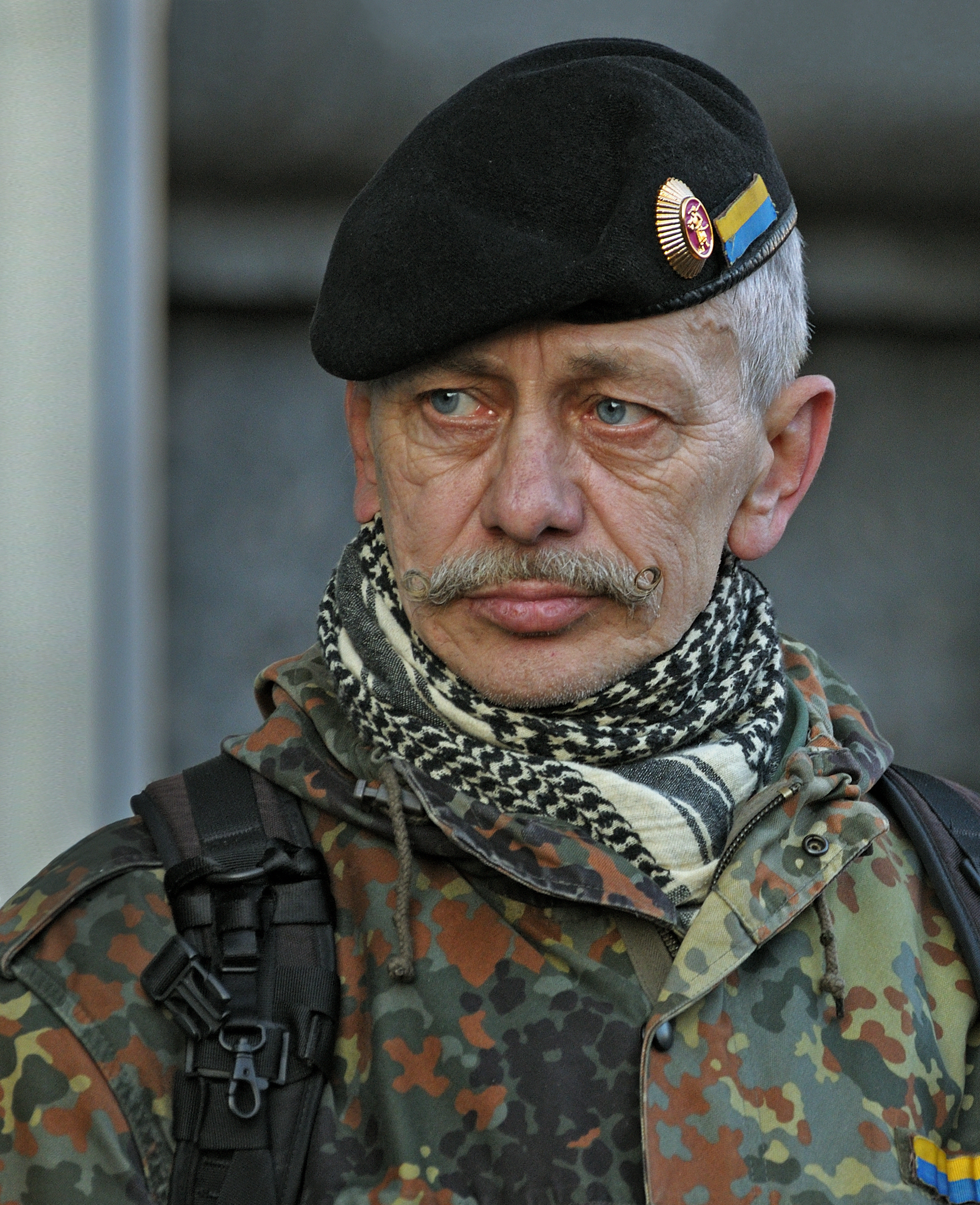
Член самооборони Євромайдану

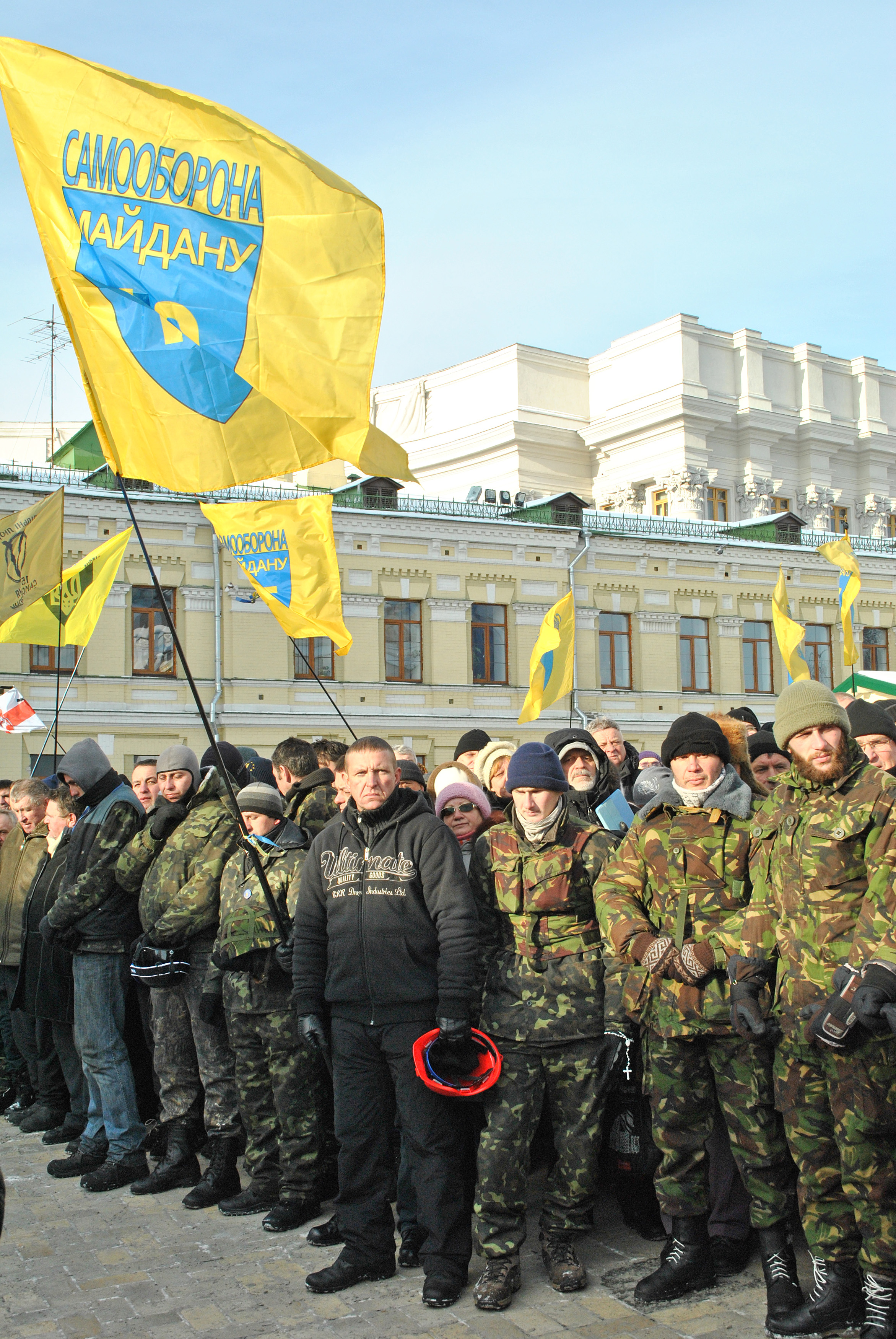
Один із загонів Самооборони Майдану під час панахиди за Михайлом Жизневським

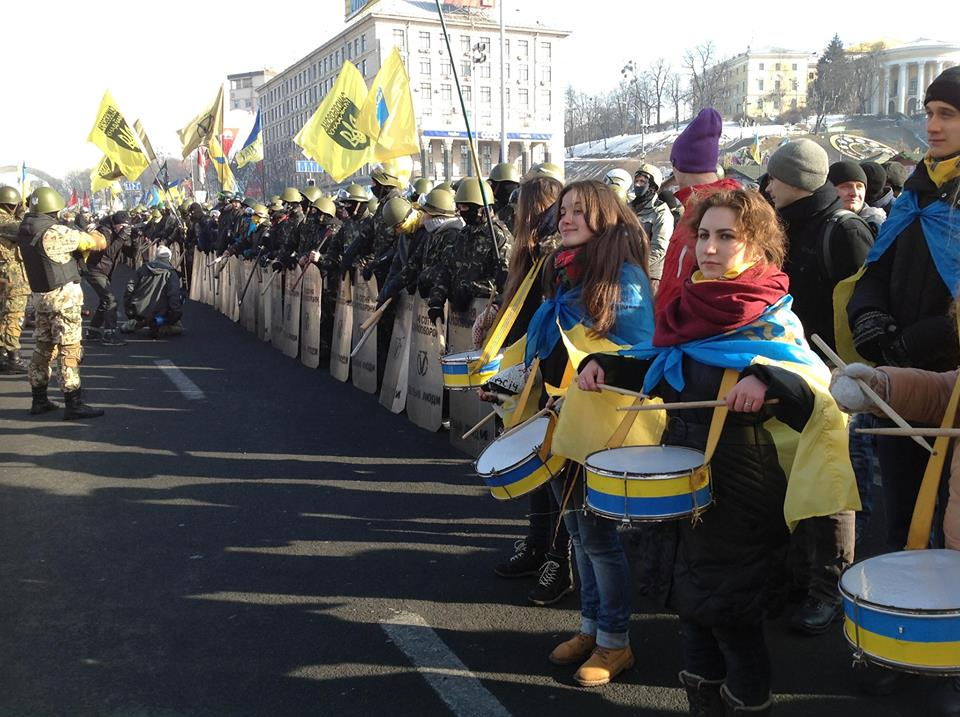
Жіноча чота 16 сотні під час ходи до Верховної Ради 6 лютого 2014 року

Загони Самооборони почали формуватися на Михайлівській площі в Києві з власної ініціативи протестувальників одразу після силового розгону Євромайдану 30 листопада 2013 року. Фактично самооборона оформилась наступного дня, 1 грудня.
7 лютого 2014 року комендатура Самооборони Майдану оголосила про створення і розширення Всеукраїнської структури самооборони по всій Україні.
22 лютого 2014 року після відведення силовиків Самооборона Майдану почала контролювати урядовий квартал у Києві. 7-ма сотня перебувала всередині Верховної Ради, 19-та і 3-тя сотні охороняли Адміністрацію Президента, 15-та сотня охороняла Міністерство внутрішніх справ.
Після прийняття закону про Національну гвардію України 13 березня 2014 року, охочих бійців Самооборони Майдану 14 березня відправили до Нових Петрівців для проходження двотижневого курсу навчання. Після його закінчення всі охочі зможуть влитися до лав відновленої Національної гвардії України.

## Діяльність
Сотні на Майдані мали різні види діяльності — від організаційної та господарчої до медичної та бойової.

## Мета
Самооборона Майдану ставить перед собою такі завдання:
- зберегти суверенітет та єдність України;
- відстояти європейський вибір України;
- захистити права і свободи громадян;
- чинити спротив чинному злочинному режимові до повного його усунення.

## Функції
Відповідно до Наказу № 1, серед основних функцій Самооборони Майдану:
- активна протидія намаганням режиму встановити в Україні повноцінну диктатуру;
- захист громадянських прав українців, а саме права на чесні вибори та мирний протест;
- протидія імперським впливам Кремля;
- боротьба з проявами корупції та свавілля чиновників;
- очищення влади від кримінальних та антиукраїнських елементів;
- підтримання громадського порядку та територіях, вільних від режиму, а також розширення таких територій;
- підтримка та захист нових ефективних практик громадського урядування на територіях, вільних від режиму.

## Структура (до 5 травня 2014 року)

Логотип Самооборони Майдану, який використовувався в пізній час Євромайдану та після його завершення

### Ієрархія управління
Базовою структурною одиницею Самооборони Майдану є сотня, що налічує від 70 до 150 осіб. Сотні створюються як за територіальним, так і за екстериторіальним (профільним) принципом. Головна структурна одиниця сотні — десяток (рій) 8—12 осіб, які, своєю чергою, можуть об'єднуватись у чоту (3—4 рої).
Відповідно до Наказу № 1 «Про основні засади організації „Самооборони Майдану“», існує така ієрархія штабів: центральний штаб → обласний штаб → районний штаб. Центральний штаб Самооборони Майдану планує та координує всеукраїнську діяльність районних та обласних штабів Самооборони Майдану. До Центрального Штабу входять Керівник Самооборони Майдану, його заступники по напрямках, Виконавчий комітет. Обласний штаб Самооборони Майдану координує діяльність сотень на рівні області та є зв'язковою ланкою між сотнями, районними та центральним штабами. Районний штаб Самооборони Майдану створюється з метою координації сотень, які розташовані в межах району за умови існування трьох і більше сотень, і підпорядковується Обласному штабу.

### Керівництво
- Комендант загонів самооборони — народний депутат Андрій Парубій[15].
- Заступник коменданта з організаційної роботи — Микола Величкович[16].
- Заступник коменданта з пропагандистської роботи — Андрій Левус[16].
- Комендант Будинку профспілок — Михайло Блавацький (відсторонений у січні 2014 року); наступний — Степан Кубів.[джерело?]

До повноважень керівника Самооборони Майдану належать: управління загальнонаціональною структурою Самооборони Майдану, визначення стратегічних напрямків розвитку організації, призначення керівників обласних штабів, реєстрація сотень, зупинка діяльності структур, що порушують основні засади.

### Чисельність
Наприкінці грудня 2013 року у 17 сотнях самооборони налічувалося до 5 тисяч добровольців.
За оцінкою на початок лютого 2014 року загальна чисельність членів самооборони може сягати 10 тисяч осіб.
Станом на 6 лютого 2014 існувало 39 сотень самооборони, в яких налічувалося близько 12 тисяч бійців.
Станом на 26 лютого Самооборона Майдану налічувала 42 сотні.

### Сотні
Станом на 26 лютого 2014 у Самообороні Майдану офіційно існувало 42 сотні. Ця кількість стала остаточною.
| № з/п | Назва                                           | Логотип       | Опис | Посилання            |  |
| ----- | ----------------------------------------------- | ------------- | --- | -------------------- |  |
| 1     |                                                 |               | | [ 19 ]               |  |
| 2     |                                                 |               | Першопочатково завданням була охорона Другої Барикади, з початком дій на Грушевського територія "контролю" сотні розширилася на Європейську площу та вул Грушевського, Сотник Михайло Ноняк[джерело?] |                      |  |
| 3     |                                                 |               | Сотня брала участь в охороні 3-ї барикади. Участь у сотні брали зокрема й мешканці міста Калуш сотник Саша Глобус[джерело?]. | [ 21 ] [ 22 ]        |  |
| 4     | «Козацька сотня»                                |               | Охороняла барикаду «Козацький редут», до складу ввійшли козацькі організації з України. сотник Клешня (після подій 18-20 лютого Клешня перебував на лікуванні сотню тимчасово очолив Микола "Суддя" (за деструктивні дії та підрив авторитету Самооборони Майдану виключений з лав Самооборони))[джерело?] | [ 24 ]               |  |
| 5     |                                                 |               | Охороняла 5 барикаду (на вул. Городецького).[джерело?] | [ 25 ]               |  |
| 6     | «Медична сотня»                                 |               | Надавала медичну допомогу учасникам Євромайдану. сотник Андрій Ірак[джерело?] | [ 26 ]               |  |
| 7     | «Львівська сотня» або «Сотня Лева»              |               | Охорона сцени, барикада № 1 на Інститутській (біля м. Хрещатик), патрулювання. Сотник Евгеній (одесит).[джерело?] |                      |  |
| 8     | Сотня «афганців»                                |               | У складі сотні — переважно ветерани війни СРСР в Афганістані. Сотник — Олег Міхнюк. Одна з сотень на базі якої був створений перший добровольчий батальйон «Айдар» у складі ЗСУ. | [ 9 ] [ 28 ] [ 29 ]  |  |
| 9     | «Михайлівська сотня» або «9-та рота»            |               | Забезпечення харчування на Майдані, забезпечення житла та охорони з тилу Майдану | [ 32 ]               |  |
| 10    | «Сокальська сотня»                              |               | Заснована мешканцями міста Сокаль. Охороняла Будинок профспілок на Євромайдані в Києві (де розташований Штаб національного спротиву). | [ 34 ]               |  |
| 11    | Сотня «Ведмедя»[джерело?]                       |               | Здійснювала охорону будинку профспілок. Сотня понесла величезні втрати серед особового складу внаслідок подій, що мали місце 18 лютого 2014 р. Більшість членів сотні загинули, багато було шпиталізовано. Одиниці бійців, які залишилися боєздатними приєдналися до інших сотень.[джерело?] Ймовірно причетна до скандалу з привласненням автомобілів Януковича. |                      |  |
| 12    | Сотня «Київського»[джерело?]                    | [джерело?]    | Здійснювала охорону барикад на вул. Інститутській. Складалася переважно з жителів Львівської області. Втратила 5 бійців під час розстрілу на вулиці Інститутській.[джерело?] |                      |  |
| 13    |                                                 |               | Сотня є комендатурою КМДА. |                      |  |
| 14    | «Вільні люди»                                   |               | Сотня створена на базі Молодіжного націоналістичного конгресу, брала участь в акції з вимогою звільнення заарештованих євромайданівців біля суду. Захищала Майдан 11 грудня та втримала барикаду на Інститутській вулиці. Одна з перших сотень, які з'явилися на Майдані та одна з найперших, яка мала свій прапор. | [ 40 ] [ 41 ] [ 42 ] |  |
| 15    | «Вільні люди»                                   |               | Сотня створена на базі Пласту — Національної Скаутської Організації України (тому часто називалася пластовою), брала участь в акції з вимогою звільнення заарештованих євромайданівців біля суду. Захищала Майдан 11 грудня та втримала барикаду на Інститутській вулиці. Сотня брала участь у акції з кампанії бойкоту Партії регіонів. У березні 2014 року в знак пошани до бійця який загинув у Маріїненському парку була проголошена імені Артема Мазура — Героя Небесної Сотні. | [ 44 ] [ 41 ] [ 42 ] |  |
| 16    | «Відсіч»                                        |               | Сотня утворена Громадянським рухом «Відсіч». Складалася з активістів руху та волонтерів. Серед чот діяли «Перша чота» (назва зазвичай не використовувалась), «Жіноча чота» (складалася винятково з дівчат) та «Львівська чота». Сотня брала участь в охороні 3-ї барикади, зокрема 31 та 32 КПП, організації акцій або участі у акціях з кампанії бойкоту Партії регіонів та інших заходах Самооборони Майдану, зокрема й поза Євромайданом у Києві. «Жіноча чота» також організовувала юридичну просвітницьку діяльність. Під час Євромайдану сотня використовувала винятково ненасильницькі методи боротьби. В рамках сотні діяло більше десятка активних вікіпедистів. | [ 49 ] [ 50 ]        |  |
| 17    | Служба Внутрішньої Безпеки[джерело?]            |               | Входила в систему Служби Безпеки Майдану яку очолював Андрій Левус.[джерело?] Сотня контролювала внутрішній периметр площі, забезпечувала охорону сцени, брала участь у протистояннях з силовиками 18—20 лютого. Сотник — Сергій Подгорний (загинув у зоні АТО).. 1 липня 2014 року біля Верховної Ради люди, які називали себе 17-ю сотнею («сотня 17+»), нападали на активістів, кинули гранати, їх пов'язують з тодішнім в. о. голови Адміністрації Президента України Сергієм Пашинським. |                      |  |
| 18    | «Група швидкого реагування»[джерело?]           |               | У складі сотні переважно колишні спецназівці. Сотник Стріла[джерело?]Одна з сотень на базі якої був створений перший добровольчий батальйон «Айдар» у складі ЗСУ. |                      |  |
| 19    | «Рогатинська сотня»                             |               | Сотня бере початок з подій 1 грудня 2013 року[джерело?], останні 3 місяця охороняла сцену[джерело?], у сотні — молоді хлопці з Рогатинщини.[джерело?] | [ 55 ]               |  |
| 20    |                                                 |               | Не існувала як підрозділ номер сотні закріплений за заступником Коменданта Майдану Миколою Волошковичем.[джерело?] |                      |  |
| 21    |                                                 |               | Не існувала як підрозділ номер сотні закріплений за заступником Коменданта Майдану керівником Служби Безпеки Майдану Андрієм Левусом[джерело?] |                      |  |
| 22    |                                                 |               | Сотня була створена і призначена для охорони територій майдану, але після подій на вул. Грушевського охороняла Український дім і першу вентиляційну шахту Українського дому (1 блок пост), а також чергувала на барикаді на вул. Грушевського. Згодом, після подій 18-20 лютого у Маріїнському парку зайнялась ще і патрулюванням Майдану і парку по вул. Трьохсвятительска Володимирська гірка. Також здійснювалась цілодобова охорона Національного Банку України та готелю «Україна».[джерело?] | [ 56 ]               |  |
| 23    | «Правий сектор»                                 |               | сформована на базі ГСПО «Тризуб» ім. Степана Бандери. сотник друг Іранець | [ 57 ]               |  |
| 24    | УНСО,Правий сектор(Київської області)[джерело?] |               | Складається переважно з вихідців Івано-Франківської області, УНСОвців, Правий сектор Київської області, ультрасів, спортсменів. Сотня ще до входу в структуру Самооборони Майдану 1 грудня брала участь у штурмі будинку КМДА. 8 грудня приїмала участь у знесені пам'ятника Леніна. 11 грудня під час штурму Майдана у складі 80 чоловік захищали і стримували біля 200 чоловік ВВ на Хрещатику напроти КМДА, потім відійшли до 4 барикади. Приблизно в середині грудня у чисельності біля 150-200 чоловік увійшли до Самооборони Майдану. Захищали 4 і 3 барикади, вели бої на Грушевського. 18 лютого брали участь у протестах на Мариїнці, Шовковичній. Після Майдану багато пішли в Добровольчі батальйони Айдар, Азов, ДУК, УНСО, ОУН, Святої Марії, Донбас, Дніпро2 і ЗСУ. Мали багато загиблих в АТО. Сотник Подвальний Сергій м.Івано-Франківськ, Мазур Ігор Петрович (УНСО) начальник штабу сотні, вони разом з своїми бійцями також воював в батальйоні Айдар.[джерело?]                                                             |                      |  |
| 25    | «Сіроманці»[джерело?]                           |               | Служба Безпеки Самооборони Майдану складалася з декількох відділів - комендантська чота(охорона штабу Самооборони Майдану в будинку профспілок, "Оси" чота спеціальних завдань, СОІ (Служба Обробки Інформації)-складалася з трьох окремо діючих підрозділів "Медіа сотні", Аналітичної групи та СДА (Сітка Діючої Агентури)Сотная виникла на базі Другої Сотні Самооборони Майдану і першопочатково діяла як зовнішня розвідка другої барикади (від будинку Профспілок до будинку КООП в напрямку Європейської площі) після штурму в ніч з 10 на 11 грудня 2013 року виокремлена в окрему сотню у зв'язку з розширенням території діяльності та кола посталених завдань) Сотники Тарас Бородач ,Тарас Білий. 25 сотня по структурі входила в систему Служби Безпеки Майдану (керівник Андрій Левус) та побудована за принципом максимального утаємничення членства (до складу сотні через підрозділ СДА входили діючі працівники силових структур)[джерело?]                                                                                   |                      |  |
| 26    | «Громадський сектор Євромайдану»                |               | | [ 58 ]               |  |
| 27    | «Вінницька сотня»[джерело?]                     |               | Тривалий час існувала як прикріплена група 25 сотні пізніше пройшовши перевірку отримала окремий номе[джерело?]р. Тримали периметр навколо будинку профспілок. Сотник Микола (Дядь Коля), в зв'язку із переохолодженнями, диханням газами гранат що застосовувалися беркутівцями, що діють на дихальні шляхи, після Майдану почав хворіти на "легені" та помер від раку легень 17 травня 2016 року. На честь сотника. На могилі. Сотня вирішила іменуватися - "27 сотня Самооборони Майдану імені Миколи Маркова".[джерело?] |                      |  |
| 28    | «Офіцерська»                                    |               | Сотня формувалася з 1 грудня 2013 року на базі ГО «Офіцерський Корпус», зареєстрована 3 січня 2014-го в складі Самооборони Майдану. Основу складають українські офіцери (ЗСУ, МВС, СБУ). Основні завдання: охорона правопорядку та захист Майдану. Сектор відповідальності: від 3-й барикади до КМДА, посилення в разі критичної ситуації 1-ї та 3-ї Сотень Самооборони. Сотник Микола Якубович. Після подій лютого 2014 року 28-ма Сотня взяла участь у формуванні добровольчих підрозділів: Перший батальйон Нацгвардії, спецбатальйон МВС «Луганськ-1», окремий штурмовий батальйон ЗСУ «Айдар». На базі 28-й Сотні сформована ГО «Самооборона Київської області Об'єднана». ГО «Офіцерський Корпус» з травня 2014 року ініціювала створення групи зі звільнення полонених. Сформована Самооборона Донецької області дала початок формуванню добровольчого батальйону «Донбас», П'ята рота батальйону спецпризначення МВС «Дніпро-1» . |                      |  |
| 29    | «Бойківська сотня»                              |               | Складається переважно з вихідців з Турківського району, до сотні входив загиблий Роман Сеник. | [ 62 ]               |  |
| 30    |                                                 |               | Не існувала як підрозділ номер сотні закріплений за Комендантом Майдану Андрієм Парубієм.[джерело?] |                      |  |
| 31    |                                                 |               | Заснована на базі 9 сотні , котра ліквідовувала провокації у підземних переходах під Майданом. З 26 січня 2014 року і до закінчення формувань добровольчих батальйонів була комендатською сотнею, яка охороняла та забезпечувала Український дім. 22 лютого першою зайшла на територію резиденції експрезидента Януковичадля після його втечі, з метою охорони об'єкта. Цей факт був використаний в дальшому для дискредитації Самооборони. В лютому 2014 року нібито розформована через непідтверджені факти мародерства.[джерело?].Реформована сотня під керівництвом нового сотника стала однією з інших сотень на базі якої був створений перший добровольчий батальйон «Айдар» у складі ЗСУ. |                      |  |
| 32    | «Гуцульська сотня»                              | [ 63 ] [ 64 ] | сотник Соломченко Олег Ігорович. Сотня утримувала барикаду по вул. Трьохсвятительській, постійно здійснювали чергування на інших барикадах у межах Майдану, а також з початку подій на Майдані в м. Києві була опорною сотнею в складі з 8-ї Афганської сотні (1-й взвод 3-тя рота) . Сотня відзначилася, тим що мала на Майдані в своєму розпорядженні єдиний пожежний гідрант. А також встановила об'ємний Led монітор навпроти спецпризначенців «Беркут» по вул. Грушевській (Європейська площа) та візуально через широкоформатний монітор в онлайн режимі інформували про реальні події на Майдані під час Революції Гідності із закликами не застосовувати зброю проти мирних мітингувальників. сотник О. Соломченко був єдиним представником Майдану в переговорах з керівництвом Києво-печерської Лаври в момент загострених подій навколо неї, що переконав керівництво лаври, не втягувати в релігійне протистояння події на Майдані. Врятував хлопця-білоруса під час масових рострілів на Майдані 19—21 лютого 2013 року.[джерело?] |                      |  |
| 33    | «Бандерштадт»                                   |               | Сотня значилася в мобільних групах Автомайдану, брала участь у підготуванні бійців для протистоянь зі спецпідрозділом «Беркут». |                      |  |
| 34    | Конгрес Українських Націоналістів               |               | |                      |  |
| 35    | «Волинська Січ»                                 |               | Складається з мешканців Волинської та Рівненської областей. | [ 67 ] [ 68 ]        |  |
| 36    |                                                 |               | Зареєстрована за Олійником Петром (м. Львів) |                      |  |
| 37    |                                                 |               | |                      |  |
| 38    | Сотня імені Устима Голоднюка[джерело?]          |               | Очільники: полковник Петро Павлович Скиба та голова Нетішинської міської ради Олександр Олексійович Супрунюк. |                      |  |
| 39    | «Жіноча сотня»                                  |               | |                      |  |
| 40    | «Республіканська сотня»                         |               | Сотня утворена Українською республіканською партією. Сотник Валєра.[джерело?] Сотник Роман Семчишин. | [ 70 ] [ 71 ]        |  |
| 41    | «Варта Майдану»                                 |               | Спочатку входила до 18 сотні з розширенням території діяльності Самооборони Майдану виокремлена в окрему сотню. Була групою швидкого реагування. Сотник Жан Одінцов.[джерело?] | [ 72 ]               |  |
| 42    | «Львівська Брама»                               |               | Стала основою батальйону "Київська Русь" який очолив її сотник Висота.[джерело?] | [ 73 ]               |  |

Сотні самооборони створюються як безпосередньо на Євромайдані у Києві, так і поза ним на всій території України. Зокрема, в регіонах станом на 13 лютого 2014 року вже були створені сотні в Донецьку, Івано-Франківську, Львові, Одесі, Рівному, Тернополі, Черкасах, Чернівцях.
Під час подій 18—20 лютого та після них по Україні відбулася значна самоорганізація людей у самооборону, після чого утворилися нові сотні та інші підрозділи, які офіційно увійшли у Самооборону Майдану.

#### Неофіційні сотні
Існують або проголошені сотні самооборони, які офіційно не входять до складу Самооборони Майдану. Відповідно до п. 3 прикінцевих положень Наказу № 1 Самооборони Майдану від 11 лютого 2014 року, «Усім самоорганізованим структурам „Самооборони Майдану“, які створені на місцях у термін 1 місяць [мають] зголоситись до виконкому Центрального штабу […] Усім самоорганізованим підрозділам „Самооборони Майдану“, які не зареєструвались у визначений спосіб та (або) не підтримують вказані у даному документі положення, подбати про іншу назву.»

## Штаб
Штаб був розташований у будинку Національної спілки архітекторів України по вулиці Бориса Грінченка, 7.

## Оцінка діяльності
- Партія регіонів закидала Самообороні Майдану розбудову незаконних воєнізованих формувань. Керівництво самооборони та політичні експерти спростовують ці твердження.[78][9]
- Олексій Баганець, адвокат і колишній заступник генерального прокурора України, який має 32-річний досвід роботи в органах прокуратури, зазначив, що останніми часом у державі почастішали масові підпалення автомобілів та напади хуліганських угрупувань на мирних маніфестантів в областях. На думку адвоката, створення народних дружин для охорони громадського порядку за таких обставин є законним та необхідним. «В Конституції записано, що головним надбанням держави є здоров'я, життя, честь та гідність людини. Якщо загони забезпечуватимуть ці права, то це буде тільки на користь і державі, і суспільству», — сказав Баганець[78].
- Київський політолог Сергій Таран зауважив, що створення загонів самооборони по всій Україні є відповіддю українців на нездатність правоохоронних органів забезпечити громадський порядок. А також проявом горизонтальної самоорганізації громадян, що є продовженням тих процесів, які відбуваються на Майдані Незалежності в Києві. На його думку, це спонукає владу до більших поступок опозиції і може стати запорукою мирного врегулювання політичної кризи в Україні[78].

## Переформатування
6 травня 2014 року комендант загонів самооборони Андрій Парубій віддав наказ, згідно з яким усі сотні протягом 10 днів повинні були пройти через переформатування в резервні батальйони Національної гвардії України, спеціальні підрозділи при МВС України та батальйони територіальної оборони Сухопутних військ Збройних сил України. Було зазначено, що всі, хто не виконає наказ, будуть виключені з рядів Самооборони. Охороняти Майдан залишився сформований з активістів Євромайдану 11-й батальйон територіальної оборони м. Києва з місцем базування в Українському домі. Як роз'яснив його командир Тарас Бородач: